# Sphecozone tumidosa
Sphecozone tumidosa är en spindelart som först beskrevs av Eugen von Keyserling 1886.  Sphecozone tumidosa ingår i släktet Sphecozone och familjen täckvävarspindlar. Inga underarter finns listade i Catalogue of Life.